# Bob-Europameisterschaft 2012
Die Bob-Europameisterschaft 2012 wurde vom 6. Januar bis zum 8. Januar 2012 auf der Rennschlitten- und Bobbahn in Altenberg im Erzgebirge ausgetragen.

## Zweier-Bob Männer
Datum: 7. Januar 2012
Das Zweier-Bob-Rennen der Männer wurde witterungsbedingt (starkes Schneetreiben) in nur einem Lauf entschieden.
| Platz | Bob                                                       | Lauf 1 (Gesamtzeit) Rückstand |
| ----- | --------------------------------------------------------- | ----------------------------- |
| 1     | Deutschland – Bob GER 1Thomas Florschütz Kevin Kuske      | 56.26 ±0.00                   |
| 2     | Deutschland – Bob GER 2Maximilian Arndt Marko Hübenbecker | 56.27 +0.01                   |
| 3     | Schweiz – Bob SUI 1Beat Hefti Thomas Lamparter            | 56.73 +0.47                   |
| 4     | Russland – Bob RUS 1Alexander Subkow Dmitri Trunenkow     | 56.74 +0.48                   |
| 5     | Lettland – Bob LAT 1Oskars Melbārdis Daumants Dreiškens   | 56.88 +0.62                   |
| 6     | Schweiz – Bob SUI 2Gregor Baumann Max Baumann             | 57.01 +0.75                   |

## Vierer-Bob Männer
Datum: 8. Januar 2012
| Platz | Bob                                                                                       | Lauf 1 Platz | Lauf 2 Platz | Gesamtzeit Rückstand |
| ----- | ----------------------------------------------------------------------------------------- | ------------ | ------------ | -------------------- |
| 1     | Deutschland – Bob GER 2 Maximilian Arndt Marko Hübenbecker Alexander Rödiger Martin Putze | 54.73 1      | 55.14 1      | 1:49.87 ±0.00        |
| 2     | Russland – Bob RUS 1 Alexander Subkow Filipp Jegorow Dmitri Trunenkow Nikolai Chrenkow    | 55.16 2      | 55.37 2      | 1:50.53 +0.66        |
| 3     | Deutschland – Bob GER 1 Thomas Florschütz Ronny Listner Kevin Kuske Thomas Blaschek       | 55.17 3      | 55.62 6      | 1:50.79 +0.92        |
| 4     | Lettland – Bob LAT 1 Edgars Maskalāns Daumants Dreiškens Raivis Broks Intars Dambis       | 55.39 6      | 55.41 4      | 1:50.80 +0.93        |
| 5     | Deutschland – Bob GER 3 Manuel Machata Michail Makarow Andreas Bredau Christian Poser     | 55.44 7      | 55.38 3      | 1:50.82 +0.95        |
| 6     | Russland – Bob RUS 2 Alexander Kasjanow Alexei Negodailo Maxim Belugin Pjotr Moissejew    | 55.36 5      | 55.53 5      | 1:50.89 +1.02        |

## Zweier-Bob Frauen
Datum: 6. Januar 2012
| Platz | Bob                                                           | Lauf 1 Platz | Lauf 2 Platz | Gesamtzeit Rückstand |
| ----- | ------------------------------------------------------------- | ------------ | ------------ | -------------------- |
| 1     | Deutschland – Bob GER 2 Cathleen Martini Janine Tischer       | 57.45 1      | 57.22 2      | 1:54.67 ±0.00        |
| 2     | Deutschland – Bob GER 3 Sandra Kiriasis Petra Lammert         | 57.49 2      | 57.20 1      | 1:54.69 +0.02        |
| 3     | Schweiz – Bob SUI 1 Fabienne Meyer Hanne Schenk               | 57.69 3      | 57.54 3      | 1:55.23 +0.56        |
| 4     | Deutschland – Bob GER 1 Anja Schneiderheinze Christin Senkel  | 57.78 4      | 57.81 4      | 1:55.59 +0.92        |
| 5     | Österreich – Bob AUT 1 Christina Hengster Inga Versen         | 57.96 5      | 58.22 7      | 1:56.18 +1.51        |
| 6     | Russland – Bob RUS 2 Anastassija Tambowzewa Ljudmila Udobkina | 58.31 7      | 57.90 5      | 1:56.21 +1.54        |

## Medaillenspiegel
| Platz | Nation      | Gold | Silber | Bronze |
| ----- | ----------- | ---- | ------ | ------ |
| 1     | Deutschland | 3    | 2      | 1      |
| 2     | Russland    | 0    | 1      | 0      |
| 2     | Schweiz     | 0    | 0      | 2      |